# Фихтенау
Фихтенау (нем. Fichtenau) — община в Германии, в земле Баден-Вюртемберг. 
Подчиняется административному округу Штутгарт. Входит в состав района Швебиш-Халль.  Население составляет 4514 человек (на 31 декабря 2010 года). Занимает площадь 31,28 км².

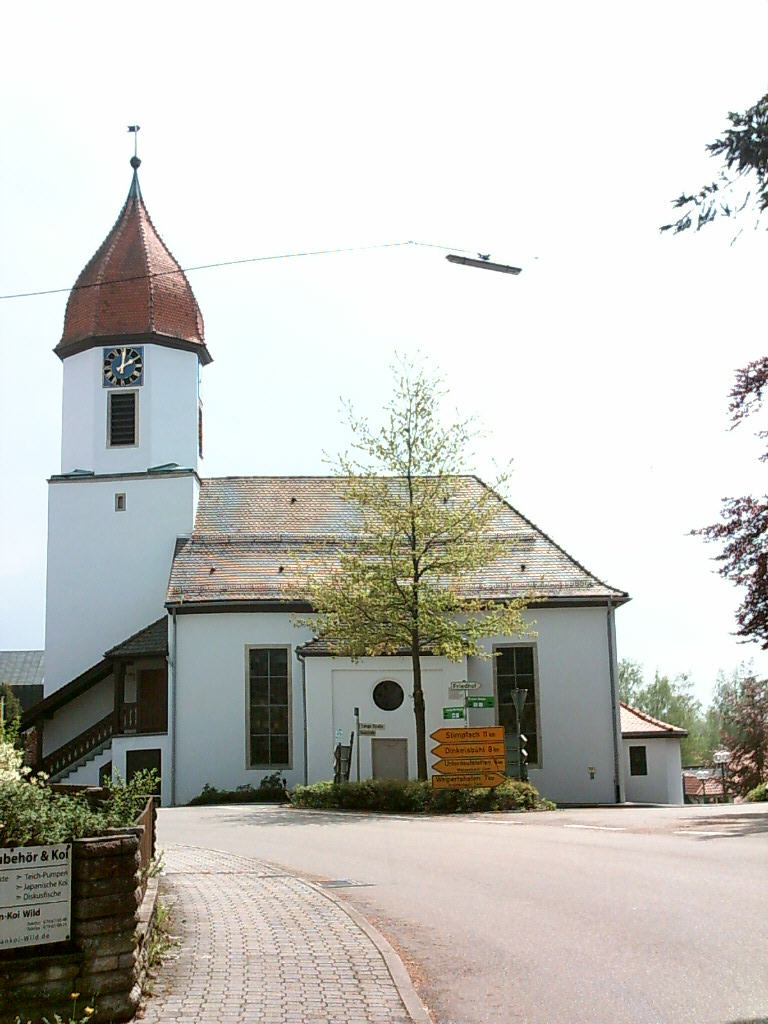
Церковь

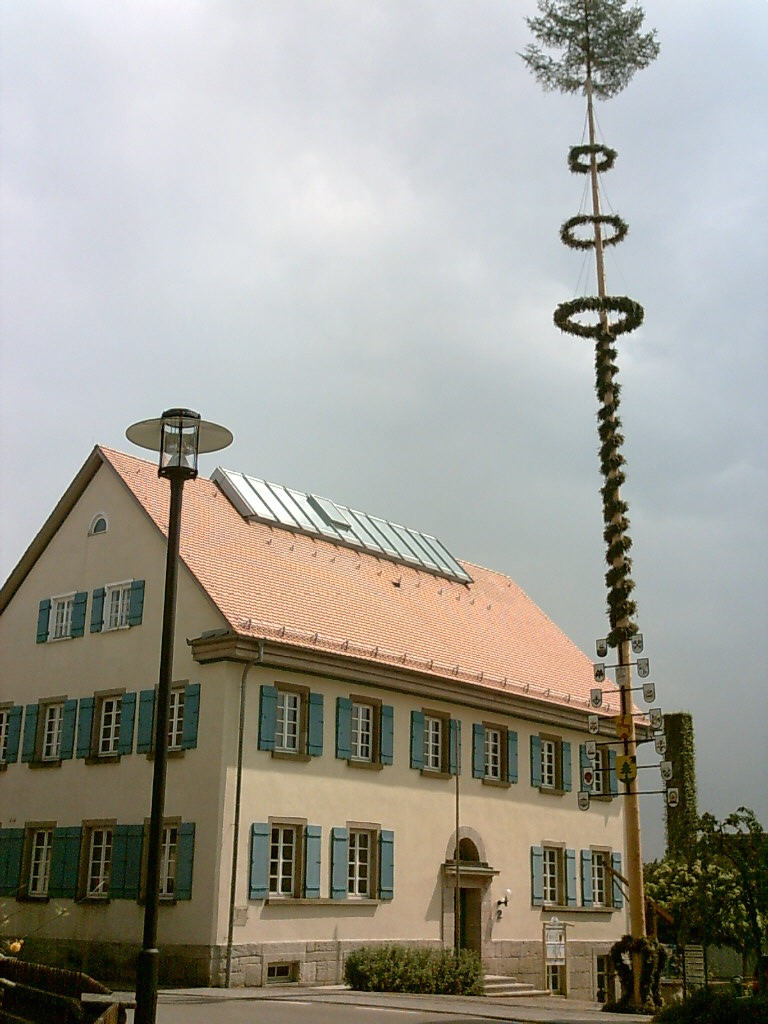
Фихтенау